# 徹底的運命
「徹底的運命」（てっていてきうんめい）は、シェキドルの2枚目のインディーズシングル。2001年4月13日発売。

## 概要
メンバーに末永真己が加入し、3人体制でのリリースとなった。
テレビ東京系「TVチャンピオン」エンディングテーマ。

## 収録曲
全作詞・作曲：つんく
1. 徹底的運命
編曲：つんく&セブンHOUSE
2. 徹底的運命 -Destiny Version-
編曲：高橋諭一
3. 徹底的運命 (Instrumental)